# Az Amerikai Egyesült Államok himnusza

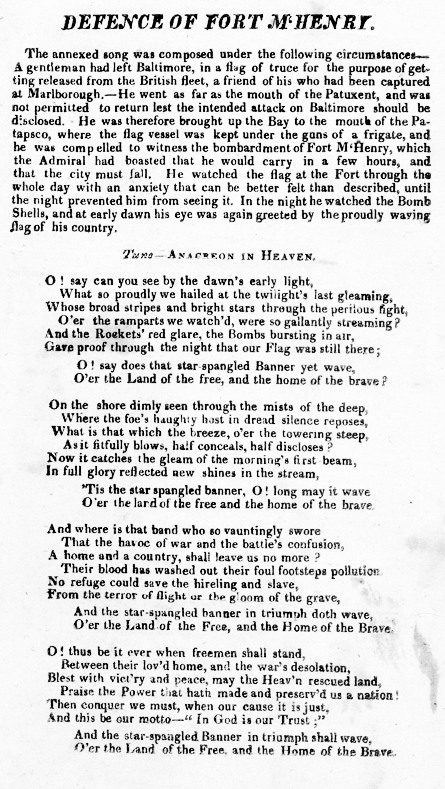
Nicholson a Key-től kapott másolatot nyomdába vitte, ahol szeptember 17-én adták ki
"M'Henry erőd védelme" (The Defence of Fort M'Henry) címen.

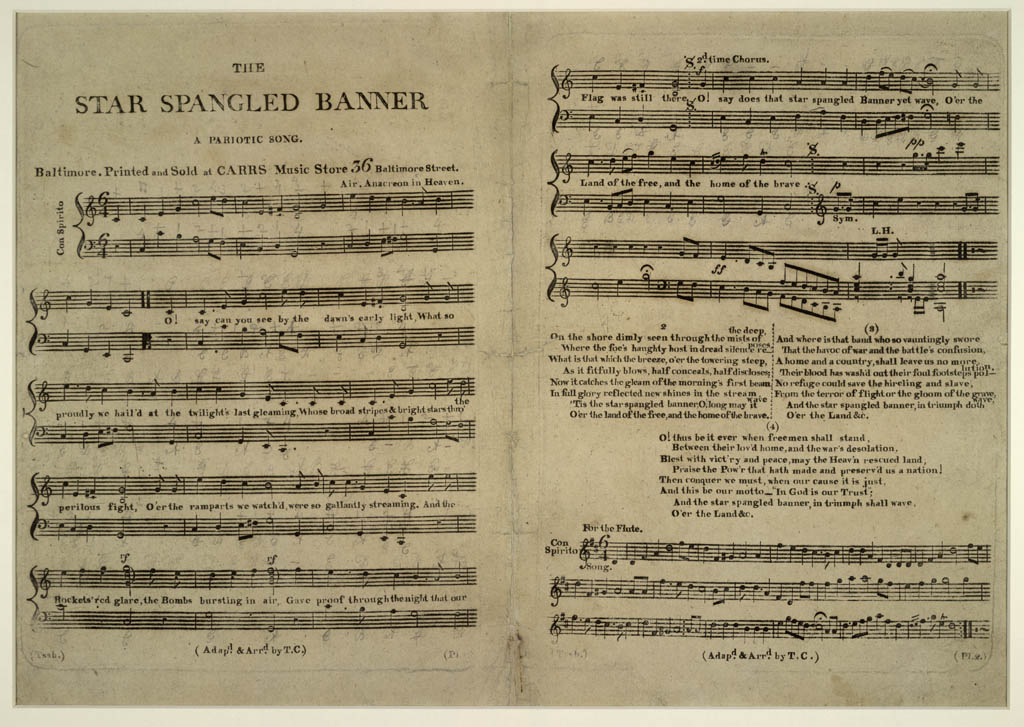
A The Star-Spangled Banner-nek ez az 1814-es kiadása volt az első nyomtatott változat, amely egyszerre tartalmazta a szöveget
és a kottát.

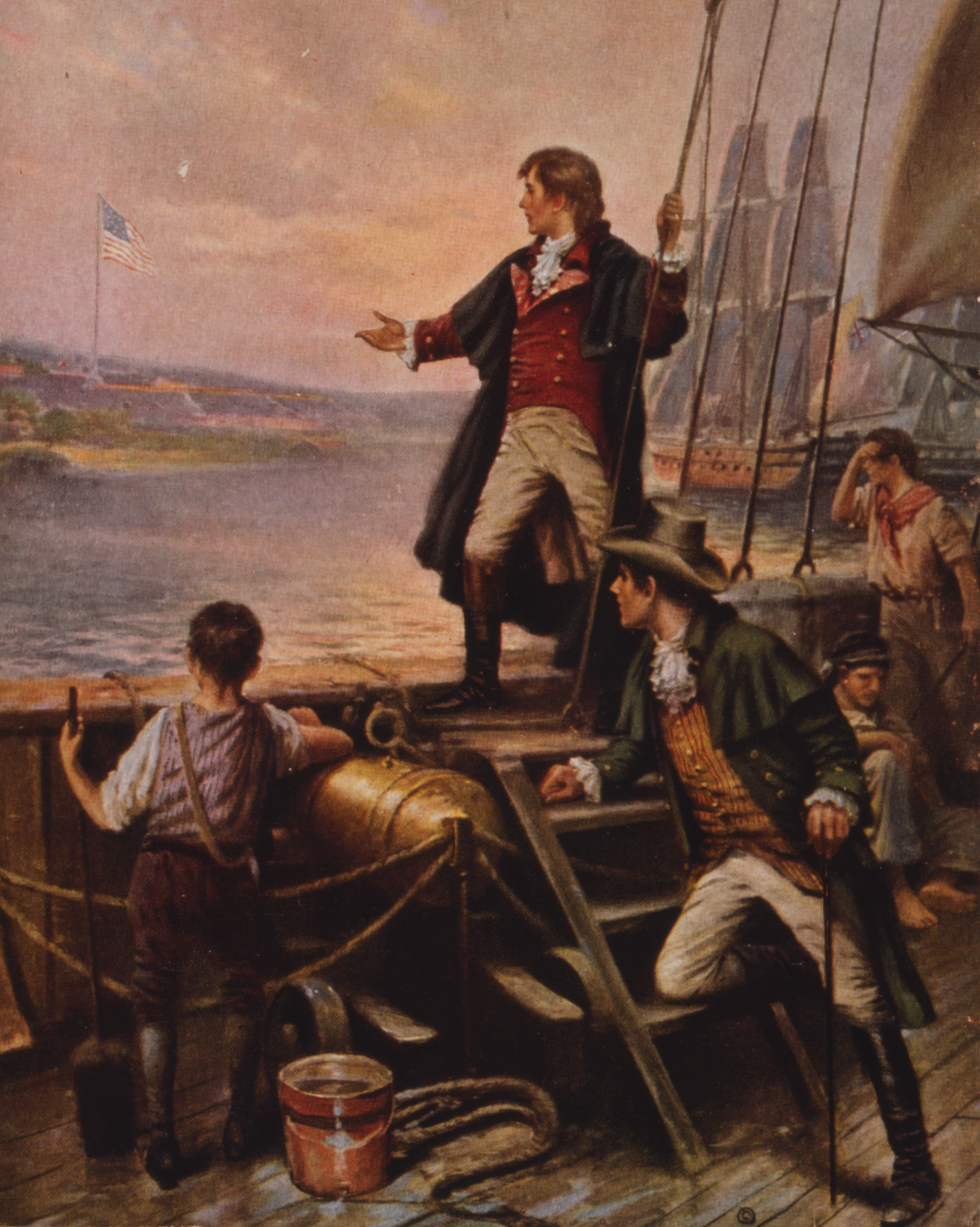
Francis Scott Key a zászló felé emeli kezét Percy Moran 1913-as festményén.

A The Star-Spangled Banner hivatalosan 1931. március 3. óta az Amerikai Egyesült Államok himnusza.

## Története
Szövegét Francis Scott Key 35 éves ügyvéd-költő írta 1814-ben, miután szemtanúja volt a Baltimore-t védő McHenry erőd ágyúzásának az 1812-es brit–amerikai háború idején. Key azzal a céllal szállt a támadó brit Minden csatahajóra, hogy közbenjárjon barátja, egy amerikai orvos kiszabadítása érdekében, akit azzal vádoltak, hogy brit dezertőröket rejteget. A brit parancsnokok beleegyeztek mindkettejük szabadon engedésébe, ám biztonsági okokból a hajón tartották őket, amíg a brit flotta az erődöt támadta.
A következő napon Key megírta a The Defense of Fort McHenry (McHenry erőd védelme) című verset. A szöveget első alkalommal 1814. szeptember 20-án a Baltimore Patriot című lapban közölték le.
A himnusz dallama John Stafford Smith egy 1800 körül népszerű angol bordalából (To Anacreon in Heaven – „Anakreónnak a mennybe”) származik. A dallam egy időben Luxemburg himnuszának dallamaként is szolgált.
A dal egyik leghíresebb hangszeres interpretációja Jimi Hendrix gitárszólója az első, 1969-es woodstocki fesztiválon.
Hivatalos alkalmakkor általában csak az első versszakot éneklik. A harmadik versszak brit-ellenes tartalma miatt szinte sohasem hangzik el.

## The Star-Spangled Banner
O say, can you see, by the dawn’s early light,

What so proudly we hailed at the twilight’s last gleaming?

Whose broad stripes and bright stars, through the perilous fight,

O’er the ramparts we watched, were so gallantly streaming!

And the rockets’ red glare, the bombs bursting in air,

Gave proof through the night that our flag was still there:

O say, does that star-spangled banner yet wave

O’er the land of the free and the home of the brave?
On the shore, dimly seen through the mists of the deep,

Where the foe’s haughty host in dread silence reposes,

What is that which the breeze, o’er the towering steep,

As it fitfully blows, half conceals, half discloses?

Now it catches the gleam of the morning’s first beam,

In full glory reflected now shines in the stream:

’Tis the star-spangled banner! O long may it wave

O’er the land of the free and the home of the brave!
And where is that band who so vauntingly swore

That the havoc of war and the battle’s confusion

A home and a country should leave us no more?

Their blood has washed out their foul footsteps’ pollution.

No refuge could save the hireling and slave

From the terror of flight, or the gloom of the grave:

And the star-spangled banner in triumph doth wave 

O’er the land of the free and the home of the brave!
Oh! thus be it ever, when freemen shall stand

Between their loved homes and the war’s desolation!

Blest with victory and peace, may the Heaven-rescued land

Praise the Power that hath made and preserved us a nation.

Then conquer we must, when our cause it is just,

And this be our motto: “In God is our trust”.

And the star-spangled banner in triumph shall wave

O’er the land of the free and the home of the brave!

## A csillagos-sávos lobogó
(A harmadik versszak nélkül)
Oh, mondd, látod-e a korai hajnali fénynél 

Azt, amit oly büszkén üdvözöltünk az alkony utolsó ragyogásánál? 

Azt, amelynek széles csíkjait és fényes csillagait, a veszélyes csatában 

A bástyák fölött figyeltünk, hogy oly büszkén lobog 

És a rakéta vörös fénye, a bombák robbanása 

Mutatta az éjben, hogy zászlónk még fenn lobog. 

Oh, mondd, a csillagokkal borított lobogó még ott lobog-e 

A szabadság országa és a bátrak hona felett? 

Míg az ellen gőgös hada rettegett csendben pihen. 

Mi az, amit a szellő a tornyosuló hullámok között 

Míg fúj, időnként félig rejt, félig fölfed? 

Most fölragyog a fölkelő nap sugarában 

És teljes glóriája tündököl a víz tükrében –

Ez a csillagokkal borított lobogó!

Lobogj a szabadság országa és a bátrak hona felett!

És így legyen mindörökké, ha a szabadság hőseinek

Kell állniuk szeretett honuk és a háború között:

Áldozatuk győzelmet és békét teremt. A Gondviselés

Megmentette nép dicsérje a nemzetet mentő Urat,

Mert győznünk kell, amikor az ügyünk igazságos.

Legyen a jelszavunk: "Istenben a bizodalmunk!"

És ez a csillagokkal borított lobogó győztesen fog lobogni

A szabadság országa és a bátrak hona fölött.